# Geng Lijuan
Geng Lijuan, född den 15 januari 1963 i Hebei, Kina, är en kinesisk och därefter kanadensisk bordtennisspelare.
Vid världsmästerskapen i bordtennis 1985 i Göteborg tog hon VM-guld i damlag, VM-guld i damdubbel och VM-silver i damsingel.
Två år senare vid världsmästerskapen i bordtennis 1987 i New Delhi tog hon VM-guld i mixeddubbel.